# روبين ألفاريز
روبين ألفاريز (بالإسبانية: Rubén Álvarez Hoyos)‏ هو مجدف إسباني، ولد في 10 مايو 1976 في أوفييدو في إسبانيا.

## وصلات خارجية
- روبين ألفاريز على موقع الاتحاد الدولي للتجديف (الإنجليزية)
- روبين ألفاريز على موقع اللجنة الأولمبية الدولية (الإنجليزية)
- روبين ألفاريز على موقع أوليمبيديا (الإنجليزية)
- روبين ألفاريز على موقع اللجنة الأولمبية الإسبانية (الإسبانية)